# Larry Pilut
Larry Pilut, född 6 september 1968 i Detroit, Michigan, USA, är en före detta professionell ishockeyspelare.
Pilut inledde sin svenska sejour i Svegs IK säsongen 1991/1992 men mest känd är han för sin framgångsrika period i småländska Tingsryds AIF där han spelade mellan 1992 och 2007. Pilut räknas som en av föreningens bästa spelare någonsin. [källa behövs]
Under säsongen 1999/2000 noterades Pilut för 65 poäng (25 mål, 40 assist). Han avslutade sin spelarkarriär säsongen 2007/2008 i Karlskrona HK. 
2013 var han verksam som tränare för Tingsryds AIF:s juniorer.
Larry Pilut är far till ishockeyspelaren Lawrence Pilut.